# Pyrausta bisignata
Pyrausta bisignata là một loài bướm đêm trong họ Crambidae.